# Карл Щумпф
Карл Щумпф (на немски: Carl Stumpf) е германски философ и психолог.

## Биография
Роден е на 21 април 1848 година във Визентхайд, Германия. Завършва Гьотингенския университет. Учи заедно с Франц Брентано и Херман Лоце.
Щумпф проявява голям интерес към музиката. През 1875 г. започва работа върху Tonpsychologie („Психология на тоновете“), която е най-известната му публикация и първият труд по психология на музиката. Студент и приятел на Франц Брентано, Щумпф е последовател на школата на актовете на съзнанието, което възниква като противодействие на психологията на съдържанието на Вунт. Според Щумпф и Брентано предметът на психологията са актовете на ума, а не просто неговото съдържание. Те включват възприятие, разбиране, желание и воля.
Умира на 25 декември 1936 година в Берлин на 88-годишна възраст.